# 1842 en Grèce
Chronologie de la Grèce
- 1838
- 1839
- 1840
- 1841
- 1842
- 1843
- 1844
- 1845
- 1846

Cette page concerne les évènements survenus en 1842 en Grèce  :

## Création
- Observatoire national d'Athènes.

## Naissance
- Pierre Aublé, architecte français.
- Geórgios Ávlichos, peintre.
- Jules de Roujoux (d), diplomate français.
- Stéphanos Dragoúmis, Premier-ministre.
- Frederick Heidenstam (d), maire de Larnaca.
- Teodoro Antonio Polito (d), archevêque catholique.
- Kléon Rízos Rangabís (el), diplomate.
- Konstantínos Sáthas, acteur et scénariste.

## Décès
- Viáros Kapodístrias (el), personnalité politique.
- Antonios Liveralis (en), compositeur.
- Stamátis Voúlgaris, peintre, architecte et urbaniste.